# Karbala

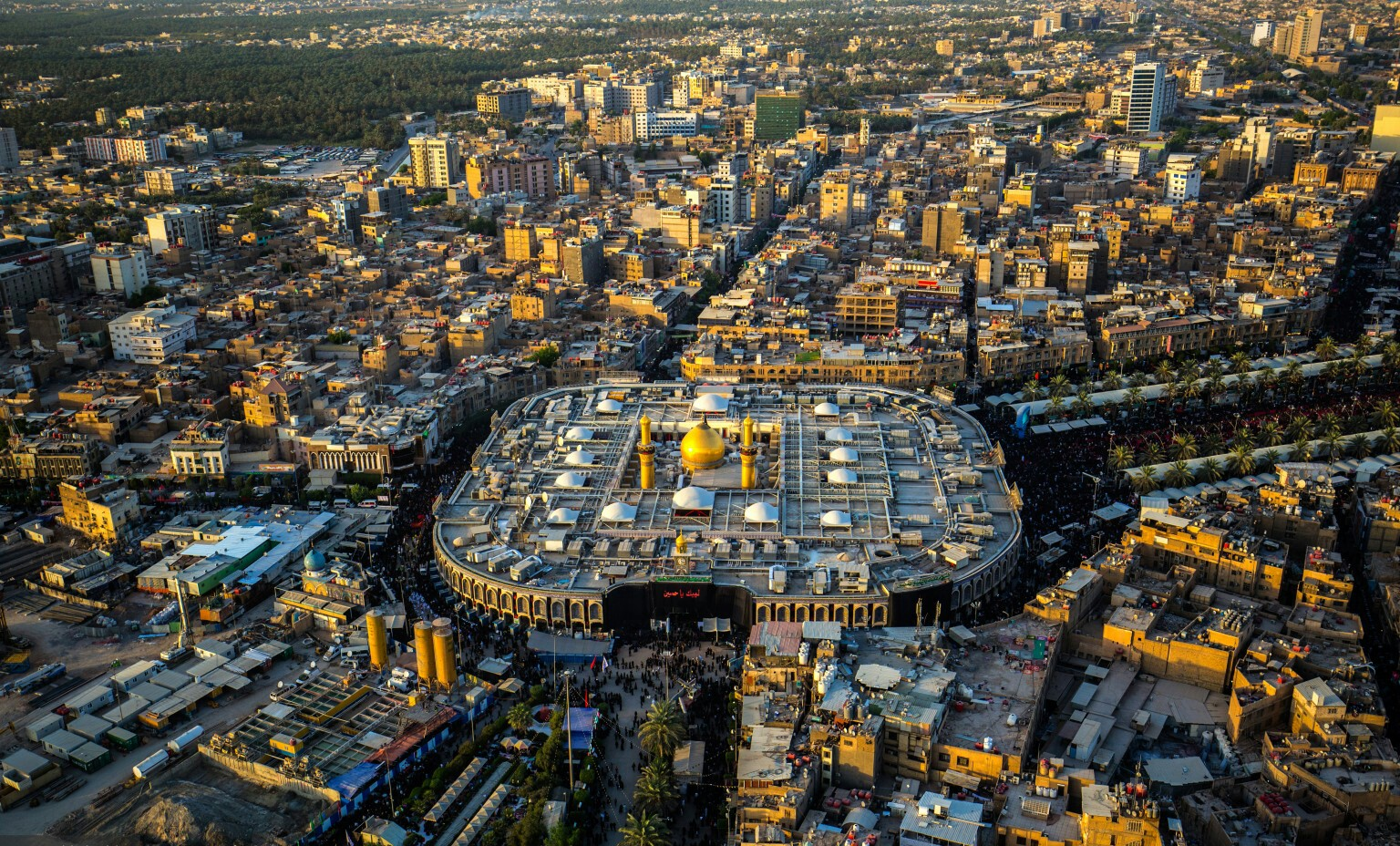
Vy över Karbala, med Husayn ibn Alis helgedom.

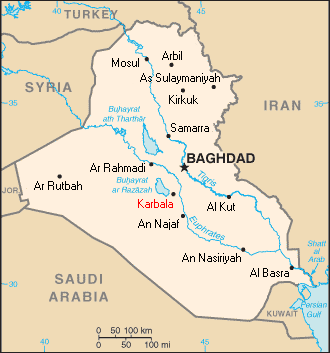
Karta över Irak med Karbala markerad.

Karbala är en stad i Irak och ligger söder om huvudstaden Bagdad. Den är provinshuvudstad i provinsen Karbala. Det finns inga officiella uppgifter från sen tid över stadens befolkning, men det distrikt som hör till staden hade en uppskattad folkmängd av 770 762 invånare 2009, på en yta av 2 731 km².
Shiamuslimer besöker ofta Karbala, till exempel i samband med högtiderna ashura och arba'in, men även sunnisufister vördar och besöker staden. År 680 led imamen Husayn ibn Ali (profeten Muhammeds dotterson) martyrdöden i slaget vid Karbala och hans grav pryds idag av en kupol och tre minareter. Gravmonumentet förstördes 1801 av wahhabiter men återuppfördes snabbt genom finansiering och stöd från Persien och andra shiamuslimer.
Vid arba'in varje år vallfärdar miljontals människor till Karbala. År 2016 rapporterade irakisk media att fler än 22 miljoner besökte staden i samband med högtiden, vilket gör det till världens största årliga sammankomst av människor. Sammankomsten är därmed även den största muslimska samlingen årligen. I samband med pilgrimsfärden hajj som är obligatorisk för både sunni- och shiamuslimer, besöker cirka två miljoner människor Mecka varje år.